# Akatorea
Akatorea là một chi nhện trong họ Amphinectidae.

## Soorten
- Akatorea gracilis (Marples, 1959)
- Akatorea otagoensis Forster & Wilton, 1973